# Alfa Columbae
Alfa Columbae (α Col) – najjaśniejsza gwiazda w gwiazdozbiorze Gołębia o typie widmowym B9 V. Znajduje się około 261 lat świetlnych od Słońca.

## Nazwa
Tradycyjna nazwa gwiazdy, Phact, wywodzi się od arabskiego فاختة, fāẖita, co oznacza „sierpówkę”.

## Charakterystyka
Alfa Columbae jest białą gwiazdą, należy do typu widmowego B, jest to gwiazda zmienna typu Gamma Cassiopeiae. Jej jasność obserwowana zmienia się nieznacznie, od 2,62m do 2,66m. Wiruje ona szybko wokół osi, na równiku prędkość obrotu to co najmniej 180 km/s, 90 razy szybciej niż w przypadku Słońca. Powoduje to jej spłaszczenie i tworzy otoczkę ze słabiej związanego gazu, rozciągającą się na odległość dwóch promieni gwiazdy. Z otoczki tej pochodzą silne linie emisyjne wodoru. Gwiazda wypromieniowuje około 1000 razy więcej energii niż Słońce.